# Slapp Happy (album)
Slapp Happy (conosciuto anche con il titolo Casablanca Moon) è il secondo album del gruppo musicale Slapp Happy. Fu registrato al Manor Studio della Virgin Records nel 1974.
Dall'album è stato tratto il singolo Casablanca Moon/Slow Moon's Rose.
Fu inizialmente registrato in Germania nel 1973 con il titolo Casablanca Moon e il supporto dei Faust, ma la Polydor tedesca lo rifiutò. Dopo essersi trasferiti a Londra e aver firmato per la Virgin, gli Slapp Happy su richiesta dell'etichetta lo reincisero: il risultato fu pubblicato nel 1974 con il titolo Slapp Happy. La stessa Virgin tempo dopo avrebbe poi ristampato l'album con il titolo Casablanca Moon.
Solo nel 1980 la Recommended Records pubblicò l'incisione originale con i Faust e intitolò l'album: Acnalbasac Noom, ossia Casablanca Moon scritto all'inverso.

## Tracce

### Lato A
1. Casablanca Moon (Anthony Moore/Peter Blegvad) – 2:45
2. Me and Parvati (Moore/Blegvad) – 3:22
3. Half Way There (Blegvad) – 3:14
4. Michelangelo (Moore/Blegvad) – 2:33
5. Dawn (Moore/Blegvad) – 3:17
6. Mr. Rainbow (Blegvad) – 3:49

### Lato B
1. The Secret (Moore/Blegvad) – 3:28
2. A Little Something (Blegvad) – 4:30
3. The Drum (Moore/Blegvad) – 3:34
4. Haiku (Moore/Blegvad) – 3:01
5. Slow Moon's Rose (Moore) – 2:53

## Formazione
- Anthony Moore – tastiere
- Peter Blegvad – seconde voci, chitarra (non accreditato)
- Dagmar Krause (accreditata come "Dagmar") – voce

### Ospiti
- Marc Singer - batteria
- Dave Wintour - basso
- Graham Preskett - violin, mandolino
- Roger Wootton - seconde voci
- Eddie Sparrow -  batteria, congas, fischietti
- Jean Hervé Peron - basso
- Clare Deniz - violoncello
- Nick Worters - contrabbasso
- Jeremy Baines - "sausage bassoon" (fagotto)
- Andy Leggett - jug
- Clem Cattini - batteria
- Henry Lowther - tromba
- Geoff Leigh - sassofoni
- Keshave Sathe - tablas, tambura

### Contributi tecnici
- Simon Heyworth - ingegnere del suono
- Steve Taylor - ingegnere del suono
- David Larcher - foto di copertina
- Carol Aitken - design della copertina

## Edizione in CD
Nel 1993, la Virgin Records ripubblicò Slapp Happy con il titolo Casablanca Moon in un'edizione "doppio CD" insieme all'album Desperate Straights.